# Galeodes egregius
Galeodes egregius es una especie de arácnido  del orden Solifugae de la familia Galeodidae.

## Distribución geográfica
Se encuentra en Azerbaiyán.